# Dysderocrates storkani
Dysderocrates storkani är en spindelart som först beskrevs av Josef Kratochvíl 1935.  Dysderocrates storkani ingår i släktet Dysderocrates och familjen ringögonspindlar. Inga underarter finns listade i Catalogue of Life.